# Nul homme n'est une île (documentaire)
Pour plus de détails, voir Fiche technique et Distribution.
Nul homme n'est une île est un film documentaire français réalisé par Dominique Marchais et sorti en 2018.

## Fiche technique
- Titre : Nul homme n'est une île
- Réalisation : Dominique Marchais
- Scénario : Dominique Marchais
- Photographie : Claire Mathon et Sébastien Buchmann
- Montage : : Jean-Christophe Hym
- Son : Mikaël Kandelman, Emanuele Giunta, Marc von Stürler et Mikaël Barre
- Pays de production :  France
- Production : Zadig Films
- Genre : Documentaire
- Durée : 96 minutes
- Date de sortie : 4 avril 2018
- Visa d'exploitation : 143142

## Sélections et récompenses
- 2017 : Grand prix Janine Bazin au Festival du film de Belfort - Entrevues[1]
- 2018 : Festival Visions du réel (sélection)[2]
- 2019 : 24e cérémonie des prix Lumières (nomination pour le meilleur documentaire)

## À propos du titre du film
Le titre est emprunté à un poème en prose du poète métaphysicien John Donne.